# 松田紀子 (バレーボール)
松田 紀子（まつだ のりこ、1952年3月5日 - ）は、日本の元女子バレーボール選手。モントリオール五輪金メダリスト。

## 来歴
北海道釧路市出身。釧路商業高校を卒業後、日立武蔵に入社。入社当初は目立たない存在で、レギュラーの練習をコートの外で見つめボール拾いをする日々が1年半ほど続いた。『ボール拾いをするために日立に入社したのではありません』と監督の山田重雄に不満をぶつけるとセッター転向を命ぜられ、その後全日本に選出された。
1976年モントリオール五輪に出場し金メダルを獲得。1978年引退して出身地の釧路に戻るが、1983年にダイエーバレー部が創部すると選手に復帰し、3年間で1部リーグ昇格を果たした。1985年引退。

## 人物・エピソード
- 『背中に目がある』、『ネット際の魔術師』などと形容された。
- 永木芳子は松田と同期のセッターで、セッターの基本を教えたり、愚痴を聞いてあげるなど松田を陰で支えていた。松田がモントリオール五輪で金メダルを獲得すると『彼女がいたから私がいる。』と言って、金メダルを半分に切って、五輪のメンバーから外れた永木にメダルの半分をプレゼントした[1]。
- 1980年代にはテレビ朝日の番組『ビートたけしのスポーツ大将』に、バレーボールコーナーの助っ人として出演、往年のプレーを披露した。

## 受賞歴
- 1974年 - 第7回日本リーグ ベスト6
- 1975年 - 第8回日本リーグ ベスト6
- 1976年 - 第9回日本リーグ ベスト6
- 1977年 - ワールドカップ ベスト6
- 1978年 - 第11回日本リーグ ベスト6
- 1985年 - 第16回実業団リーグ 最優秀選手

## 所属チーム
- 釧路商業高校
- 日立武蔵/日立（1971-1978年）
- ダイエー（1983-1985年）

## 著書
- やっぱりバレー大好き（1985年、日本文化出版、ISBN 4931033512）